# Weiler im Allgäu

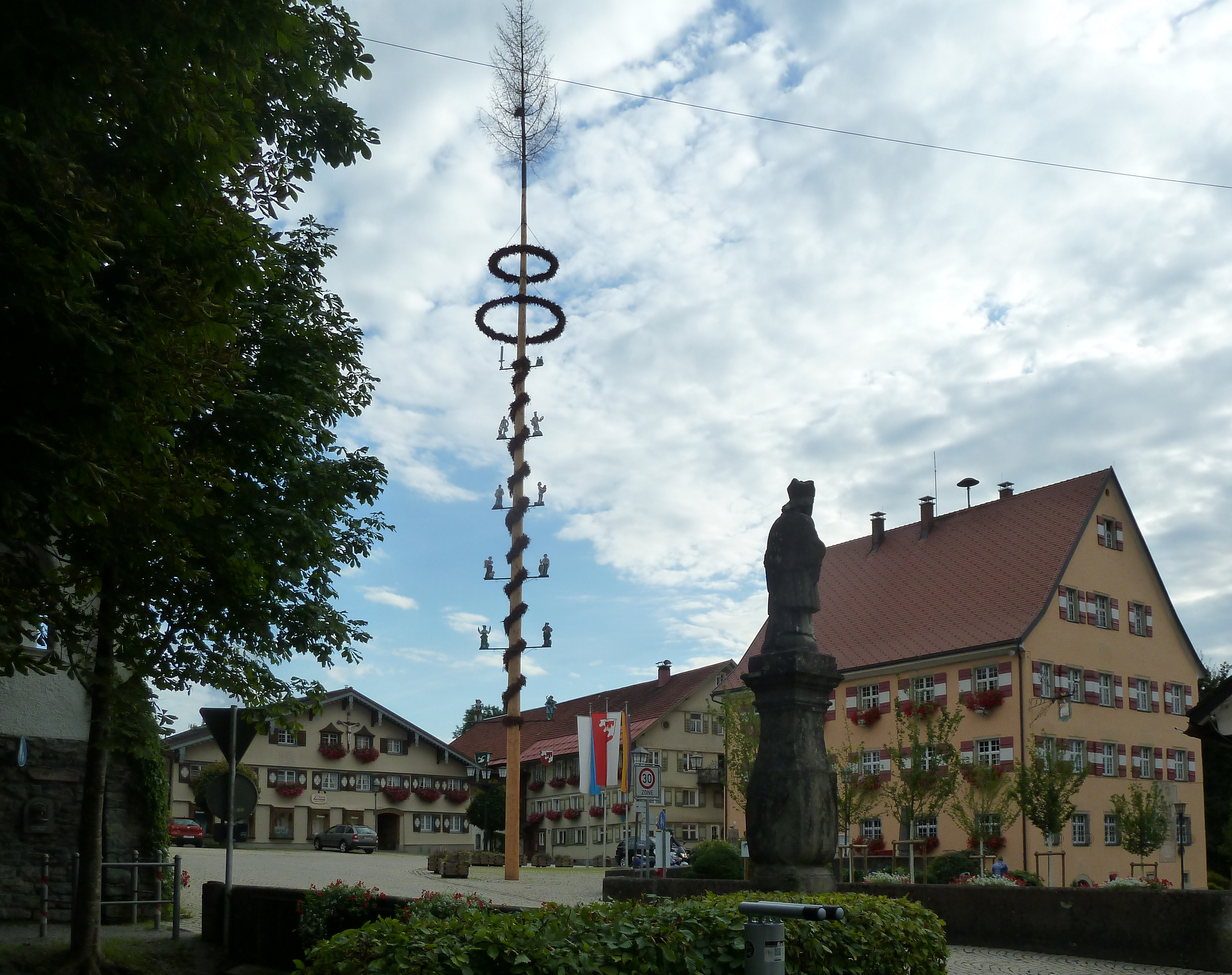
Kirchplatz Weiler

Weiler im Allgäu (westallgäuerisch: Wielar) ist ein Gemeindeteil des Markts Weiler-Simmerberg im bayerisch-schwäbischen Landkreis Lindau (Bodensee).

## Geographie
Der Hauptort der Marktgemeinde liegt im Rothachtal und zählt zur Region Westallgäu.

## Geschichte
Weiler wurde erstmals im Jahr 872 in einer St. Galler Urkunde als Meginbrehtiswilare bereits mit dem Zusatz in albegouue für im Alpgau erwähnt. Der Ort war unter den Herren von Weiler ein Kellhof des Klosters St. Gallen. 1571 wurde Weiler durch das Aussterben der Herren von Weiler im Mannesstamme an Österreich verkauft. 1618 wurde hier die Verwaltung für die Kellhöfe Weiler und Scheidegg sowie die Herrschaft Altenburg eingerichtet, und der Ort erhielt die niedere Gerichtsbarkeit. Mit dem Dreißigjährigen Krieg und der Pest sank zwischen 1628 und 1635 die Einwohnerzahl drastisch, aber durch die Lage an der Oberen Tiroler Salzstraße erholte sich die Zahl rasch wieder. 1766 wurde eine Straße nach Bregenz gebaut und 1787 der Landkapitelsitz von Grünenbach nach Weiler verlegt. Weiler entwickelte sich zum zentralen Ort für das Westallgäu – damals als Außervorarlberg bekannt. Im Jahr 1770 gab es auf 500 Einwohner elf Wirtshäuser. 1770 wurde die Vereinödung abgeschlossen. 1789 folgte die Markternennung durch Kaiser Josef II. von Österreich. Mit dem Anschluss Vorarlbergs an Bayern durch Napoleon formierte sich eine Widerstandsgruppe angeführt von Franz Anton Schneider. Bei der Rückkehr Vorarlbergs zu Österreich 1814 verblieb das Westallgäu bei Bayern und dessen Gerichte wurden zum Landgericht Weiler zusammengefasst. Im 19. Jahrhundert siedelte die Hut- und Textilindustrie sowie Sennereien an. 1878 wurden Überlegungen über eine Zusammenlegung der Marktgemeinden Simmerberg und Weiler laut. Im Jahr 1893 wurde die Bahnstrecke nach Röthenbach eröffnet, die bis 1991 betrieben wurde. 1968 wurden Weiler und Simmerberg zur Marktgemeinde Weiler-Simmerberg zusammengefasst.

## Sehenswürdigkeiten
Siehe: 
- Liste der Baudenkmäler in Weiler im Allgäu
- Gebäude in Weiler im Allgäu

## Persönlichkeiten
- Ludwig Scheller (1906–1982), Lehrer und Heimatpfleger
- Karl-Heinz Riedle (* 1965), ehemaliger Fußballspieler